# Daniel Gordis
 (novembre 2023).
Pour les articles homonymes, voir Gordis (homonymie).
Daniel Gordis, né le 5 juillet 1959 à New York, est un rabbin, auteur et conférencier israélien, né aux États-Unis. Il est surtout connu comme un défenseur passionné d'Israël. 

## Carrière
Il est chercheur émérite au Shalem College (en) de Jérusalem, où il a également exercé les fonctions de Vice Président Senior mais aussi celle de président du Core Curriculum, jusqu'à ce qu'il prenne sa retraite. Auteur d'une douzaine d'ouvrages sur le judaïsme et Israël, il est récompensé à deux reprises par le National Jewish Book Award (en) (dont le prix du livre de l'année pour son histoire d'Israël). The Forward a qualifié Daniel Gordis de « l'un des analystes d'Israël les plus influents du moment ». Daniel Gordis est également l'auteur du blog et du podcast Israel from the Inside, publié sur Substack. 